# 中島文明 (実業家)
中島 文明（なかじま ふみあき、1959年11月3日 - ）は、日本の実業家。昭和電線ホールディングス株式会社代表取締役社長を務めた。退任後、東京水道取締役、蛇の目ミシン工業取締役。

## 人物・経歴
東京都出身。1983年明治学院大学法学部卒業、昭和電線入社。2010年昭和電線ホールディングス経営企画部長。2011年昭和電線ホールディングス経営企画部長兼調達企画部長。2012年昭和電線ホールディングス取締役経営企画部長兼調達企画部長。2016年から昭和電線ホールディングス代表取締役・取締役社長。2018年昭和電線ホールディングス相談役。2019年蛇の目ミシン工業取締役。2020年東京水道取締役。